# سی‌کلینر

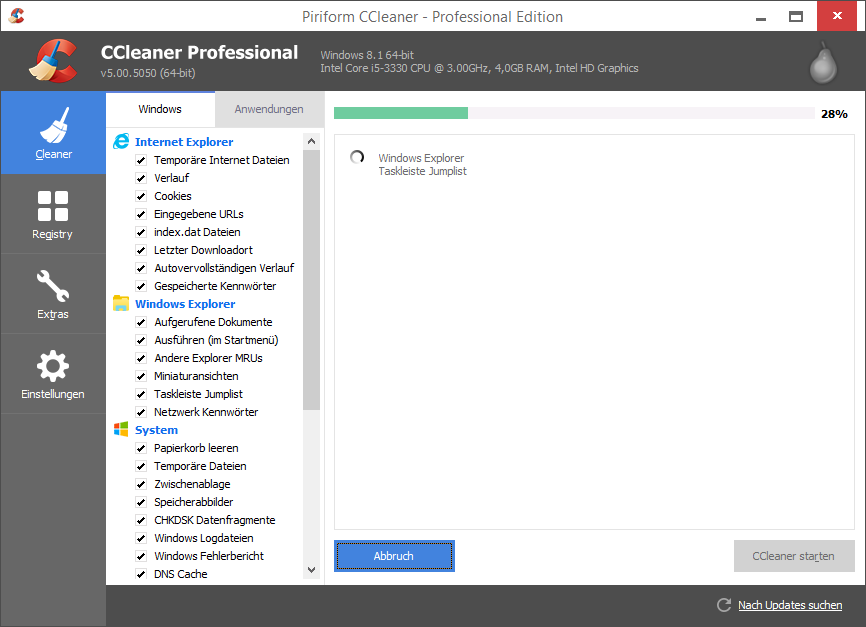
محیط نرم افزار سی‌کلینر

سی‌کلینر (به انگلیسی: CCleaner) یک نرم‌افزار سودمند است که توسط شرکت پیریفورم به صورت رایگان و پولی ارائه شده‌است. این نرم‌افزار به تعمیر و پاکسازی محضرخانه ویندوز کمک می‌کند. سی‌کلینر توسط تک‌ریدار، پی‌سی مگزین و تک‌ریپوبلیک بازبینی شده‌است. سی‌کلینر می‌تواند فایل‌های موقت یا به‌طور بالقوه ناخواسته به جا مانده از برنامه‌های خاص را همراه با سابقه مرور حذف کند؛ که شامل: مایکروسافت اج، اینترنت اکسپلورر، فایرفاکس، گوگل کروم، اپرا (مرورگر وب)، ویندوز مدیا پلیر، ای‌میول، نوار ابزار گوگل، مایکروسافت آفیس، ادوبی آکروبات، ادوبی فلش پلیر و … می‌باشد.
همچنین کاربران این نرم‌افزار می‌توانند با نصب یک ابزار کمکی بر روی سی‌کلینر بنام CCEnhancer قابلیت پشتیبانی بیش از ۱۰۰۰ نرم‌افزار دیگر را به سی‌کلینر اضافه کنند. از قابلیت‌های خوب دیگر این نرم‌افزار این است که این نرم‌افزار می‌تواند نقاط بازگردانی ویندوز یا Restore Points را به صورت تک تک پاک کند که پاک کردن این نقاط تأثیر زیادی در افزایش ظرفیت درایوها دارد. همچنین این نرم‌افزار قابلیت پاکسازی رجیستری را از کلیدهای خالی نیز دارد. گرچه قابلیت پاکسازی رجیستری این نرم‌افزار در حد زیاد خوب نیست ولی باز هم در نوع خود خوب است. همچنین قابلیت Defrag کردن یا یکپارچه کردن رجیستری از قابلیت‌های خوب دیگر این ابزار است. این ابزار همچنین دارای قابلیت Wipe کردن درایوها یا پاک کردن درایوها از صفر و یک نیز می‌باشد به این معنی که هنگامی که کاربران فایلی را در ویندوز پاک می‌کنند، آن فایل فقط نامش پاک می‌شود ولی محتوای فایل‌ها یا صفر و یک‌ها بر روی دیسک باقی می‌ماند. با کمک قابلیت wipe، حتی صفر و یک‌های فایل‌ها، پاک خواهد شد و به عبارتی دیگر آن فایل به‌طور کامل پاک خواهد شد و دیگر حتی با نرم‌افزارهای ریکاوری هم نمی‌توان آن فایل را بازگردانی کرد.